# Get Hurt
Albums de No Age
Dead Plane
(2007)
Get Hurt est le premier EP du groupe No Age, sorti en 2007 sur le label Upset the Rhythm, uniquement en vinyle 12″.
L'édition a connu trois pressages : un de couleur bleu ciel, un de couleur verte et un de couleur blanche.
Il fait partie d'une série de trois EP sortis le même jour, le 26 mars 2007 par No Age sur trois labels différents : celui-ci sur Upset the Rhythm, Dead Plane sur Teenage Teardrops et Sick People Are Safe sur Deleted Art.

## Liste des titres

### Face A
1. Everybody’s Down
2. Switches
3. Get Hurt

### Face B
1. Neck Escapah
2. Great Faces
3. I Wanna Sleep